# Ole Bakken
Ole Olsen Bakken (Harstad, 24 maggio 1922 – Toronto, 30 gennaio 1992) è stato un cestista canadese.

## Carriera
In carriera ha giocato dapprima nella squadra della University of British Columbia, successivamente nei Vancouver Clover Leafs. In qualità di membro delle due squadre, è stato inserito rispettivamente nello University of British Columbia Hall of Fame e nel British Columbia Hall of Fame.